# Sesame Street Fever
A  Sesame Street Fever című lemez egy azonos című, gyerekeknek szóló tv-sorozat zenéje. Az epizód paródia, a Saturday Night Fever paródiája, Groverrel, mint Travoltával. A lemez Grammy-díj jelölést kapott 1978-ban.

## Az album dalai
1. Sesame Street Fever (Joe Raposo) – 5:37 – Robin Gibb, The Count, Grover, Ernie And Cookie Monster
2. Doin' the Pigeon – 6:19 – Bert And The Girls
3. Rubber Duckie – 4:28 – Ernie & His Rubber Duckie
4. Trash (Joe Raposo) – 4:18 – Robin Gibb
5. C is for Cookie (Joe Raposo) – 5:46 – Cookie Monster And The Girls
6. Has Anybody Seen My Dog? – 4:47 – Marty And Grover

## Közreműködők
- Robin Gibb – ének
- Frank Oz – ének
- Jerry Nelson – ének
- Carroll Spinney – ének
- Jim Henson – ének
- hangmérnök: Michael DeLugg